# Barikot
Barikot, l'ancienne Bazira d'Alexandre le Grand, est une ville du district de Swat, dans la province du Khyber Pakhtunkhwa au Pakistan.
C'est la ville d'entrée de la vallée de Swat. Une mission archéologique italienne explore les ruines de l'ancienne cité depuis 1984.
Sa population était de 94 245 habitants en 2017. En 2023, la population de la ville monte à 115 045 habitants.
La ville est majoritairement peuplée de Pachtounes, puisque plus de 97 % des habitants en parlent la langue, le pachto.
Essentiellement musulmane, la ville inclut une toute petite minorité chrétienne, comptant près de 170 fidèles.
Le taux d'alphabétisation de la ville s'élève à 53 % en 2023 (contre une moyenne nationale de 61 % et provinciale de 51 %), dont 67 % pour les hommes et 40 % pour les femmes.

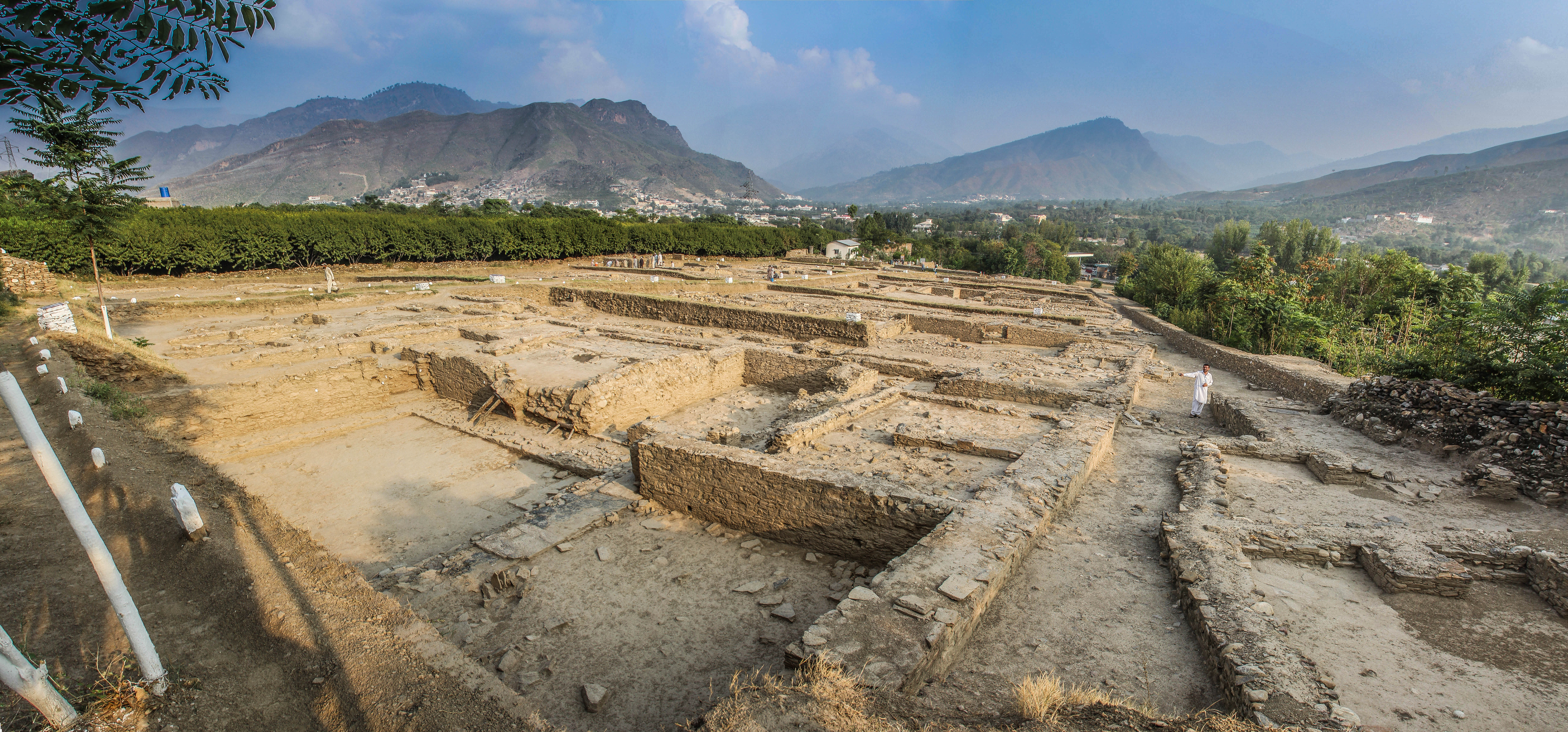
Panorama des ruines de Barikot.
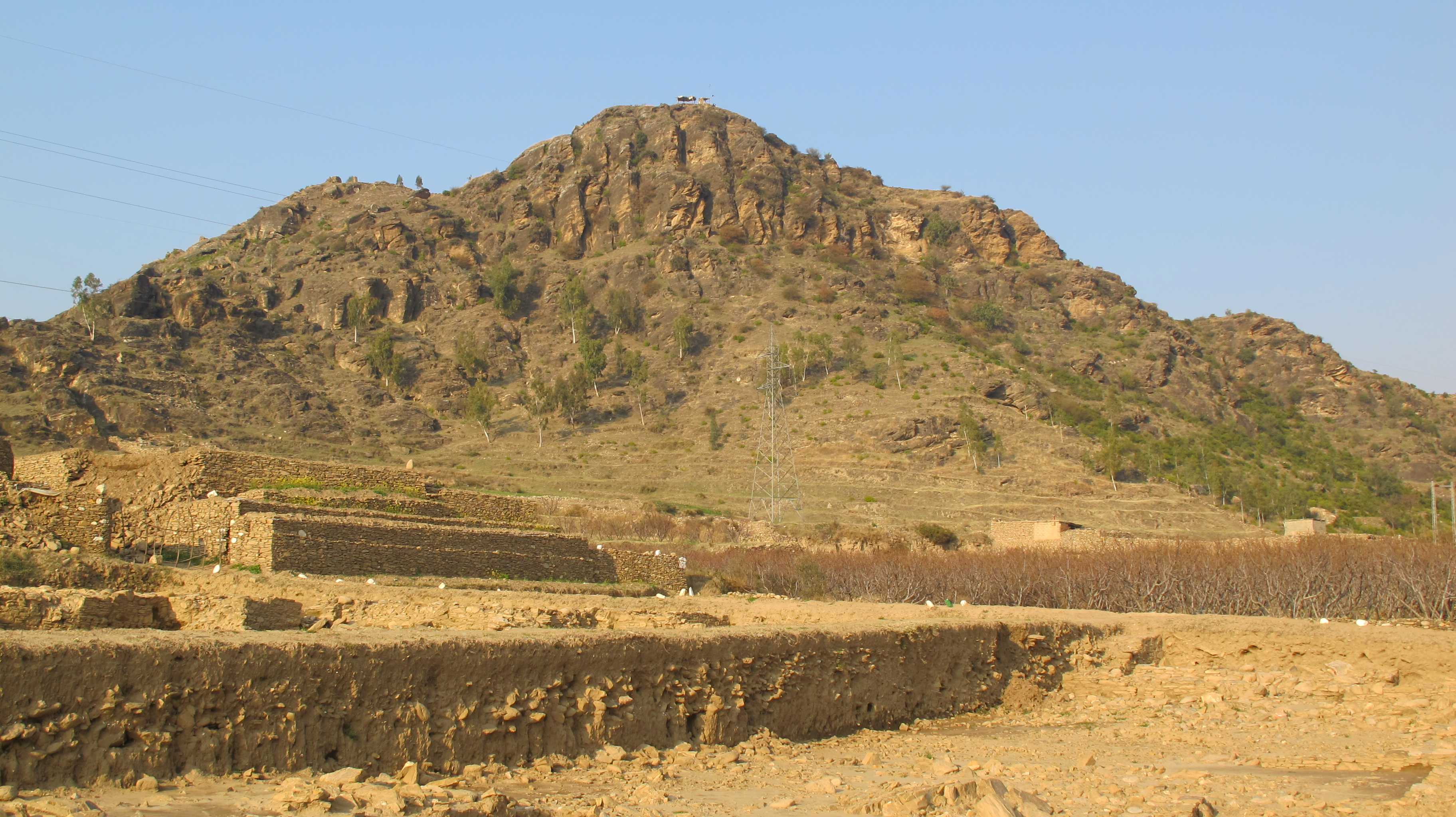
Ville de Barikot au premier plan, avec à l'arrière plan les ruines de la forteresse de Bazira.
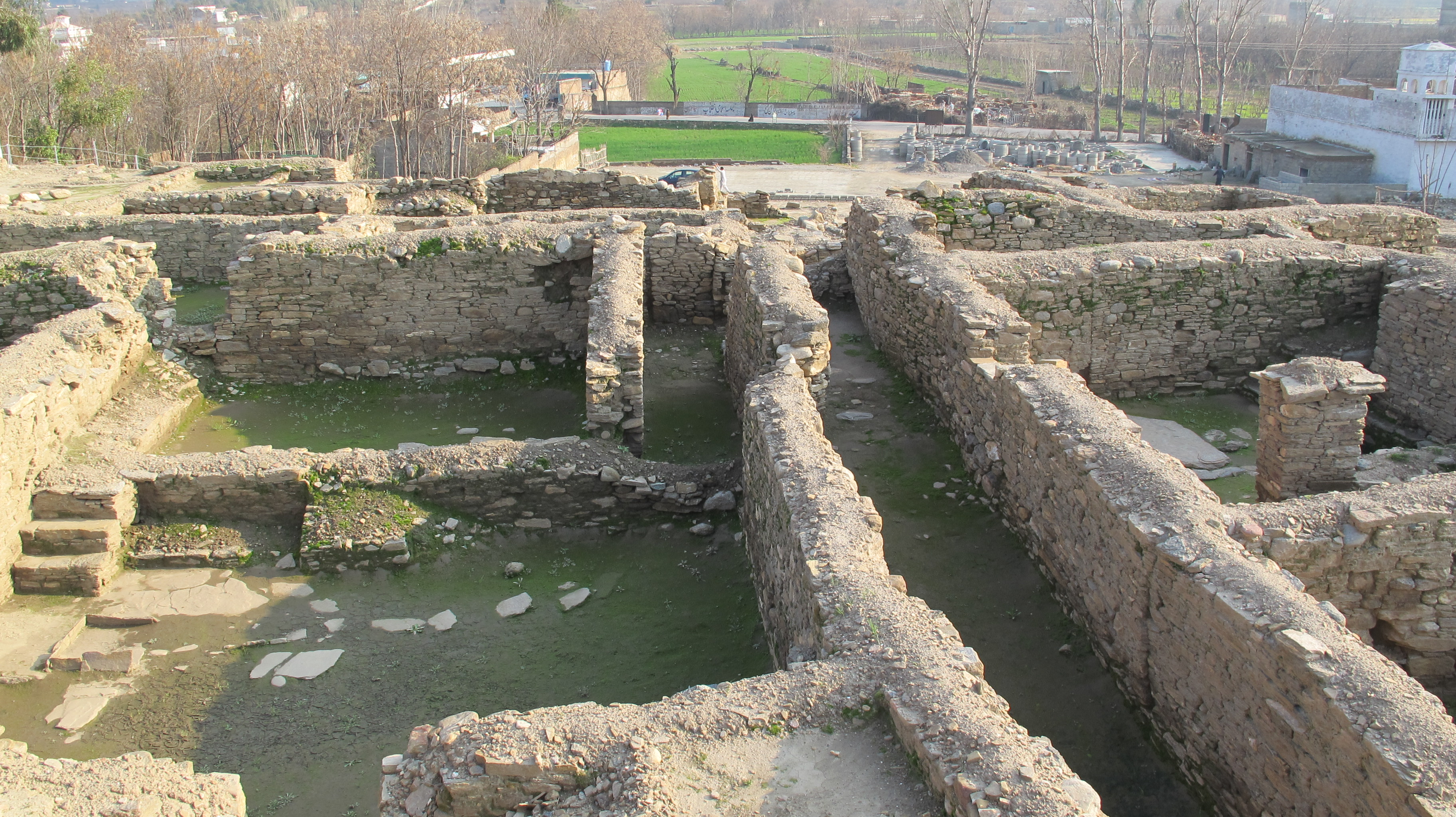
Ruines.